# Say (département)
Pour les articles homonymes, voir Say.
Say est un département du Niger situé au sud-ouest de la région de Tillabéri.

## Géographie

### Administration
Say est un département de 6 394 km² de la région de Tillabéri.

Son chef-lieu est Say.
Son territoire se décompose en:
- Communes urbaines : Say.
- Communes rurales : Ouro Guéladjo, Tamou.

### Situation
Le département de Say est entouré par :
- - au nord et à l'est : les départements de Torodi et Kollo, ainsi que la Communauté Urbaine de Niamey,
- au sud-est : la région de Dosso (département de Boboye),
- au sud : le Bénin,
- à l'ouest : le Burkina Faso.

### Relief et environnement
Situé dans la bande Sud la plus arrosée du pays, le département a un des couverts végétaux les plus denses du pays.
Le parc du W, une des plus importantes sources de tourisme du Niger, est situé sur son territoire.

## Histoire
L'arrondissement de Say est créé en 1964, il est l'un des 32 arrondissements du Niger et un des six arrondissement du département de Niamey. En 1998, l'arrondissement est transformé en département. Le poste administratif de Torodi instauré en 1971, est séparé en 2011 du département de Say et élevé au statut départemental. Les deux communes de Torodi et Makalondi sont soustraites du département de Say et ce dernier passe de 5 à 3 communes.

## Population
La population est estimée à 316 439 habitants en 2011.

## Chefferies traditionnelles
Le département de Say compte en 2018, 4 chefferies traditionnelles, intégrées dans l'organisation administative de la République du Niger et classées en catégories affectées d’une grille d’allocation en fonction notamment de l’ancienneté et de l’importance démographique et historique.
| Chefferie traditionnelle | Fondée en | Catégorie |
| ------------------------ | --------- | --------- |
| Canton Guéladio          | 1836      | 3e        |
| Canton Tamou             | 1847      | 5e        |
| Canton Say               | 1825      | 5e        |
| Canton Torodi            | 1812      | 5e        |